# ベスト・オブ・フォリナー
| 専門評論家によるレビュー | 専門評論家によるレビュー |
| レビュー・スコア         | レビュー・スコア         |
| 出典                     | 評価                     |
| ------------------------ | ------------------------ |
| AllMusic                 | [ 1 ]                    |
| Q                        | [ 2 ]                    |

『ベスト・オブ・フォリナー』（Records）は、アメリカ人とイギリス人によるロック・バンド、フォリナーのコンピレーション・アルバムで、1982年11月29日にリリースされ、1981年までのバンドによる最初の4枚のアルバムからの楽曲を網羅している。本作は、2枚目のアルバム『ダブル・ヴィジョン』とともに、グループのベストセラー・レコードとなっている。アメリカレコード協会から、7×プラチナに認定されている。

## 収録曲
特に表記のない限り、全曲ルー・グラム、ミック・ジョーンズによる作曲。
1. つめたいお前 - "Cold as Ice" (Single Mix) - 3:19
2. ダブル・ヴィジョン - "Double Vision" (Single Version) - 3:29
3. ヘッド・ゲームス - "Head Games" - 3:37
4. ガール・ライク・ユー - "Waiting for a Girl Like You" (Single Mix) - 4:35
5. 衝撃のファースト・タイム - "Feels Like the First Time" (Edit) (Jones) - 3:28
6. アージェント - "Urgent" (Single Version) (Jones) - 3:57
7. ダーティ・ホワイト・ボーイ - "Dirty White Boy" (Single Version) - 3:13
8. ジューク・ボックス・ヒーロー - "Juke Box Hero" (Single Version) - 4:03
9. ロング・ロング・ウェイ・フロム・ホーム - "Long, Long Way From Home" (Single Mix) (Gramm, Jones, Ian McDonald) - 2:47
10. ホット・ブラッディッド (ライヴ・ヴァージョン) - "Hot Blooded" (Live) - 6:55

## パーソネル
- ルー・グラム (Lou Gramm) - リード・ボーカル、パーカッション
- ミック・ジョーンズ (Mick Jones) - ギター、ピアノ、キーボード、バック・ボーカル
- イアン・マクドナルド (Ian McDonald) - ギター、キーボード、管楽器、バック・ボーカル (1–3、5、7、9)
- アル・グリーンウッド (Al Greenwood) - キーボード、シンセサイザー (1–3、5、7、9)
- エド・ガリアルディ (Ed Gagliardi) - ベース、バック・ボーカル (1–2、5、9)
- リック・ウィルス (Rick Wills) - ベース、バック・ボーカル (3-4、6–8)
- デニス・エリオット (Dennis Elliott) - ドラム

### アディショナル・ミュージシャン
- トーマス・ドルビー (Thomas Dolby) - シンセサイザー (4、6、8)
- ラリー・ファースト (Larry Fast) - シンセサイザー (8)
- マイケル・フォンファラ (Michael Fonfara) - キーボード (6)
- ロバート・ジョン・"マット"・ラング (Robert John "Mutt" Lange) - バック・ボーカル (4、6、8)
- イアン・ロイド (Ian Lloyd) - バック・ボーカル (4、6、8)
- ボブ・メイヨ (Bob Mayo) - ギター、キーボード・テクスチャー、バック・ボーカル (4)
- マーク・リヴェラ (Mark Rivera) - サクソフォーン、バック・ボーカル (6、9)、クラヴィネット (9)
- ジュニア・ウォーカー (Junior Walker) - テナー・サクソフォーン (6)

## チャート
| チャート (1983年)                                         | 最高位 |
| --------------------------------------------------------- | ------ |
| オーストラリア・アルバム (ケント・ミュージック・レポート) | 26     |
| カナダ (RPM)                                              | 36     |
| ドイツ (Offizielle Top 100)                               | 22     |
| 日本・アルバム (オリコン)                                 | 61     |
| UK アルバムズ (OCC)                                       | 58     |
| US Billboard 200                                          | 10     |

## 認定
| 国/地域                    | 認定        | 認定/売上数 |
| -------------------------- | ----------- | ----------- |
| ドイツ (BVMI)              | Gold        | 250,000^    |
| スイス (IFPI Switzerland)  | Gold        | 25,000^     |
| イギリス (BPI)             | Silver      | 60,000^     |
| アメリカ合衆国 (RIAA)      | 7× Platinum | 7,000,000^  |
| ^ 認定のみに基づく出荷枚数 |             |             |